# Hells Angels Holland
Hells Angels Holland was tot 29 mei 2019 de Nederlandse afdeling van de internationale motorclub Hells Angels. De Hells Angels wordt gekwalificeerd als een 1%MC en werd in 2019 door de Nederlandse rechter verboden.

## Afdelingen
Hells Angels Holland had een afdeling in Amsterdam en nog acht andere lokale afdelingen: Rotterdam, Westport (IJmuiden), Northcoast (Harlingen), Haarlem, Kampen, Alkmaar, South East (Haelen) en Caribbean (Curaçao). Op 28 mei 2011 hebben zich andere afdelingen aangesloten waarmee het totaal op 17 charters kwam. De nieuwste chapters waren: Gouda, Utrecht, Amersfoort, Zeist, Lower Eastside (Nijmegen), South Central (Rhenen), Barneveld, North West (Alkmaar). Voorheen waren de charters een motorclub met de naam Confederates MC. Ze namen ongeveer 70 leden mee naar de Hells Angels. Ook de Demons MC gingen deels over naar de Hells Angels, het chapter Stolwijk werd Hells Angels Gouda, een ander gedeelte van de Demons MC ging zelfstandig verder. Op 10 september 2012 kwam er een nieuw charter in Heerlen. De naam werd Limburg. In 2013 werd het charter in Zeist opgeheven. Ook ging het charter Caribbean in 2013 zelfstandig verder. Op 18 juli 2013 kwam er in Goirle een nieuw charter onder de naam Brabant. In 2014 werd een nieuw chapter opgericht in Emmen. De naam van het chapter werd Hells Angels Emmen. De organisatie had officieel als doelstelling "het organiseren van activiteiten voor jongeren en motorliefhebbers", en telde ongeveer 300 leden. Ook hebben de Hells Angels supportclubs in verschillende landen. De grootste is Red Devils MC. De Hells Angels noemen hun afdelingen charters en geen chapters, zoals andere MC's wel doen.

## Ontstaan
Hells Angels Holland begon in Amsterdam-Oost als de brommerclub Kreidler Ploeg Oost rond Willem van Boxtel. Eind jaren zestig namen ze de naam Hells Angels aan, zonder toestemming van de hoofd-chapter in San Bernardino. In 1973 werden 12 leden gearresteerd wegens geweldpleging, onder wie Van Boxtel. Een jaar later, in 1974, besloot de Amsterdamse gemeenteraad de bouw van een clubhuis aan de H.J.E. Wenckebachweg te financieren, in de hoop dat er dan een eind zou komen aan het geweld van de groep. In mei 1978 volgde een politie-inval in clubhuis Angel Place.
Op 28 oktober 1978 werd de club officieel erkend als Nederlandse charter van de Hells Angels. Op 28 oktober 2003 werd het 25-jarig bestaan gevierd, met een bijeenkomst waar Hells Angels uit de gehele wereld op afkwamen. Ook de begrafenis in 2000 van Sam Klepper, die postuum van prospect tot lid werd bevorderd, bracht grote groepen Hells Angels op de been.
Op 19 december 2000 vielen tien leden van Hells Angels Holland vlak voor de uitzending de studio binnen van waaruit Barend & Van Dorp werd uitgezonden. Ze eisten dat ze voortaan als 'motorclub' zouden worden omschreven. Verschillende personen, onder wie de beide presentatoren, liepen klappen op. De gasten van die avond, Marco Borsato, Bryan Roy en Lousewies van der Laan, bleven ongedeerd. In het begin van de uitzending van die avond boden Frits Barend en Henk van Dorp excuses aan voor het feit dat ze de Hells Angels een 'criminele organisatie' hadden genoemd. Bij de mishandeling van het duo zou toenmalig Hells Angels Holland-president Willem van Boxtel betrokken zijn geweest.
Verschillende malen viel de politie het clubhuis binnen, onder meer in 2001. Bij die gelegenheid werd een wapen in beslag genomen, en raakte Van Boxtel zijn wapenvergunning kwijt. De Raad van State oordeelde later dat dit onrechtmatig was geweest. Intussen brandde op 24 mei 2002 het clubhuis geheel uit, terwijl de Hells Angels feestvierden in Benidorm. De brand bespoedigde aanvankelijk de onderhandelingen tussen de gemeente Amsterdam die het clubhuis wilde verplaatsen en de Hells Angels die compensatie eisten voor in de loop der jaren illegaal toegeëigende grond die door de verhuizing verloren zou gaan. Toen in 2004 het Openbaar Ministerie een onderzoek startte naar de Nederlandse Hells Angels, verbrak de gemeente Amsterdam het contact. Volgens de Hells Angels ging het alleen om het gebruiksrecht van het clubhuis, niet van de grond eromheen.

## Crimineel netwerk
Hells Angels Holland wordt door analisten als een van de invloedrijkste en machtigste chapters van Europa beschouwd. De Parlementaire enquêtecommissie opsporingsmethoden onder voorzitterschap van Maarten van Traa omschreef de groep in 1995 als een crimineel netwerk. Het zou zich bezighouden met de productie van amfetaminen, vrouwenhandel en handel in gestolen voertuigen.
Met de moord op drie leden van het Limburgse Hells Angels-charter Nomads uit Oirsbeek in februari 2004 kreeg de politie voor de eerste keer inzicht in de wereld van de Hells Angels. De president van de Nomads, Paul de Vries, zou een drugslijn hebben opgezet waarbij Colombianen via Curaçao cocaïne naar Nederland zouden smokkelen. De Vries en twee andere Nomads-leden werden later vermoord teruggevonden in de Geleenbeek bij Echt. Zij zouden zich hebben schuldig gemaakt aan een ripdeal.
Angelo Diaz, lid van de Antilliaanse prospect-club Brothers MC Caribbean, was ook betrokken bij de deal en werd door de Nomads naar Nederland geroepen om verantwoording af te leggen. Omdat de Antilliaan vreesde voor zijn leven, liet hij zich oppakken door de politie en vertelde de politie alles wat hij wist over de activiteiten van de Angels. Daarmee is deze aspirant-Angel de eerste man uit Nederlandse Angel-kringen die uit de school klapte tegen de politie. De Antilliaan is opgenomen in een getuigenbeschermingsprogramma van justitie.
De bijna voltallige club werd op 16 juni 2003 opgepakt. Ze worden ervan verdacht het besluit voor de moorden op Paul de Vries, Cor Pijnenburg en Serge 'Moon' Wagener gezamenlijk te hebben genomen.
De rechtszaak tegen de vastzittende Angels van het Oirsbeekse charter vond in februari 2005 plaats. De rechtbank kon door het zwijgen van alle verdachten niet vaststellen, wie van hen de dodelijke schoten had(den) gelost, en sprak ze daarom allemaal vrij.

## Willem van Boxtel
Nog voor de officiële oprichting was Willem van Boxtel (Big Willem) al voorzitter van Hells Angels Holland. Hij bewoonde ook lange tijd een woning op het Angels-terrein in Amsterdam.
Op 20 september 2004 maakte advocaat Vincent Kraal bekend dat Van Boxtel oneervol was ontslagen als voorzitter, en tevens was geroyeerd als Angels-lid. Hij zou betrokken zijn geraakt bij een complot om Willem Holleeder te vermoorden in opdracht van vastgoedhandelaar Willem Endstra, die zich door Holleeder bedreigd zou hebben gevoeld. Holleeder, die bevriend is met diverse Hells Angels, en het clubhuis Angel Place regelmatig bezoekt, had in het clubhuis moeten worden opgeblazen met een bom. Na de dood van Endstra lekte dit plan door toedoen van de Amsterdamse politie uit.
De Amsterdammer Willem Pijpker (Grote Willem), voorzitter van Hells Angels Westport uit IJmuiden dat de daadwerkelijke liquidatieopdracht had aangenomen, werd eveneens geroyeerd. Van Boxtel moest zijn motorfiets, en zijn jack (colors in het Angels-jargon) inleveren, en zijn Angels-tatoeages laten verwijderen. Hij werd opgevolgd door penningmeester Daniel Uneputty, een van de weinige niet-witte Hells Angels. In januari 2012 maakte Uneputty bekend per 30 januari 2012 af te treden als president van de Amsterdamse Hells Angels. Hij werd opgevolgd door Theo Huisman, die in mei 2013 werd afgezet.

## Zembla
Op 14 oktober 2004 gaven vier leden van de Amsterdamse Hells Angels in hun clubhuis een lang interview aan het televisieprogramma Zembla, gemaakt door Dirk Bayens en Marcel van Silfhout. Gesproken werd hoofdzakelijk door vicevoorzitter Harry Stoeltie, aangevuld door oudgediende Kees Callenfels. Kersvers voorzitter Uneputty kwam zelden aan het woord. Alle commotie rond de club zou uitsluitend de schuld zijn van justitie en de media. Het incident bij Barend & Van Dorp in december 2000 kwam ook aan bod. Volgens Stoeltie werden de Angels na de dood van prospect Sam Klepper avond aan avond getreiterd door het programma. Om daaraan een eind te maken zouden enkele leden naar de studio zijn gegaan om de zaak recht te zetten. De beschuldiging dat Hells Angels Holland aan de top zou staan van een internationaal crimineel netwerk werd ontkend. Volgens Callenfels kwamen er inderdaad regelmatig Deense Hells Angels naar Nederland, maar uitsluitend om feest te vieren. Ook van drugshandel door de Nomads zou bij de Amsterdamse Hells Angels niets bekend zijn geweest. De Hells Angels zouden altijd zuiver een motorclub zijn geweest.

## Grootschalige invallen
In de nacht van 16 op 17 oktober 2005 deed de politie invallen in de clubhuizen van de afdelingen in Amsterdam, Rotterdam, Haarlem, IJmuiden, Harlingen en Kampen en in woningen van leden. In totaal werden op meer dan 70 locaties invallen gedaan, waarbij 47 aanhoudingen werden verricht. Er werden onder meer een granaatwerper, twee handgranaten en twintig vuurwapens al dan niet met vergunning, waaronder een machinepistool, in beslag genomen. Bij de actie waren meer dan duizend politiemensen betrokken. De invallen vloeiden voort uit het onderzoek naar de moord op drie leden van de Nomads in 2003 en vormden het begin van een groot offensief tegen de Hells Angels die ervan werden verdacht een criminele organisatie te vormen. Aan de invallen was een langdurig onderzoek voorafgegaan dat Acroniem werd genoemd en dat al vanaf 2000 zou hebben gelopen.

## Verzoek tot verbod
Op 8 november 2006 diende het Openbaar Ministerie een eis in bij zes rechtbanken om alle afdelingen van Hells Angels Holland, met alle bijbehorende verenigingen en stichtingen, te verbieden op grond van artikel 20 van Boek 2 van het Burgerlijk Wetboek.

## Geliquideerde Angels
- Op 19 februari 2000 werden in de Haarlemse seksclub Esther Hells Angel Facco Nieuwenhuis en aspirant-lid Rob Takken van Hells Angels Haarlem samen met nog twee anderen koelbloedig door het hoofd geschoten. Hoewel dat nooit is aangetoond, hield de recherche er vanaf het begin rekening mee dat het hierbij ging om een afrekening in het criminele circuit.
- Op 10 oktober 2000 werd de crimineel en aspirant-lid Sam Klepper in Amsterdam-Buitenveldert geliquideerd. Na de moord werd hij postuum tot volwaardig lid bevorderd. Zijn begrafenis wekte veel ergernis bij de politie omdat de Hells Angels in de stoet zich niet aan verkeersregels hielden en zij vuurwerk afstaken bij het hoofdbureau van politie.
- Op 13 februari 2004 werden de doorzeefde lijken van drie prominente Hells Angels van de Nomads uit Oirsbeek gevonden in de buurt van het Limburgse Echt. Het waren Paul de Vries, Cor Pijnenburg en Serge 'Moon' Wagener. Volgens de recherche zouden de drie geliquideerd zijn door hun brothers omdat zij betrokken waren bij de diefstal van een partij cocaïne. Alle verdachte Hells Angels zwegen tijdens de processen en werden in 2007 door het gerechtshof vrijgesproken.
- Op 3 december 2010 werd Rob Schilders (52) van Hells Angels Haarlem in Haarlem doodgeschoten.[13] Uit het politieonderzoek komt naar voren dat Rob Schilders op de middag van zijn dood een ontmoeting had met enkele Engelse drugscriminelen. Het gesprek liep op straat al uit de hand, waarna een van de Engelsen volgens getuigen de twee prospects als kleine jongens wegstuurde. Direct daarna werd Rob Schilder onder vuur genomen. Hij overleed ter plekke. De twee andere Hells Angels konden ternauwernood ontkomen. Zij vluchtten de parallel aan de Schaepmanstraat gelegen autoweg over en zaten een tijdje op een onderduikadres.

## Rivalen

### Satudarah MC
In 2011 kregen politie en justitie aanwijzingen dat er ongeregeldheden dreigen tussen de rivaliserende motorclubs Hells Angels en Satudarah MC. De politie kreeg signalen door dat de rivaliteit tussen de motorclubs uit de hand loopt. In 2010 liepen de spanningen ook al op, door geruchten dat de motorclub Bandidos MC met hulp van Satudarah een afdeling in Nederland zou starten. In het buitenland zijn er meermalen gewelddadige confrontaties geweest tussen Hells Angels en Bandidos. De komst van de Bandidos ging uiteindelijk niet door maar de Satudarah kregen meer afdelingen in Nederland dan de Hells Angels.

### No Surrender MC
Sinds de oprichting van No Surrender MC, voeren de Hells Angels en No Surrender een machtsstrijd uit in Nederland, maar ook in België en Duitsland. Steeds meer chapters worden opgericht en confrontaties worden daarbij niet geschuwd. De politie vreest voor een bikerwar tussen de Hells Angels, Satudarah en No Surrender.

### Bandidos MC
Sinds de oprichting van de Bandidos MC in Sittard op 15 maart 2014, proberen de Hells Angels de Bandidos uit Nederland te krijgen. Op 19 maart 2014 kwamen ongeveer 20 tot 30 leden van de Hells Angels naar Sittard. Het waren leden uit Nederland, België, Duitsland en Frankrijk. Mogelijk waren de Hells Angels uit op een confrontatie met leden van de Bandidos. De Hells Angels stonden in het centrum van de stad, op de Steenweg. De politie sloot die straat enige tijd af.

### Mongols MC
In 2014 werd in Amsterdam een chapter van de Mongols MC opgericht. In het buitenland hebben de Angels en de Mongols al vaak confrontaties gehad. Op 7 april 2016 was er een massale vechtpartij tussen dertig leden van Hells Angels en Mongols in het Van der Valk Hotel in Rotterdam Blijdorp. Gasten van het hotel vluchten naar het naast gelegen fitnesscentrum. De politie vond zeven kogelhulzen op het parkeerterrein. De politie pakte 20 verdachten op. Ook waren er een vuurwapen en een mes in beslag genomen. Bij de veldslag viel 1 zwaargewonde.

## Charters in Nederland
| Plaats     | Naam charter   | Charter Hells Angels | Opgeheven | Vroegere MC           |
| ---------- | -------------- | -------------------- | --------- | --------------------- |
| Amsterdam  | Amsterdam      | 28 oktober 1978      |           | Kreidler Ploeg Oost   |
| Haarlem    | Haarlem        | 19 januari 1980      |           | Mad Dogs              |
| Oirsbeek   | Nomads         | 1987                 | 2005      |                       |
| Harlingen  | Northcoast     | 28 oktober 1992      |           | Rockers Northcoast    |
| IJmuiden   | Westport       | 20 oktober 1999      |           |                       |
| Rotterdam  | Rotterdam      | 26 juni 2000         |           |                       |
| Kampen     | Kampen         | 18 december 2001     |           | MC de Loswal          |
| Curaçao    | Caribbean      | 19 januari 2006      | ¹ 2013    | Brothers MC Caribbean |
| Alkmaar    | North City     | 6 december 2006      |           | HAMC NorthSide        |
| Haelen     | South East     | 3 september 2008     |           |                       |
| Gouda      | Gouda          | 28 mei 2011          |           | Demons MC Stolwijk    |
| Rhenen     | South Central  | 28 mei 2011          |           | Confederates MC       |
| Utrecht    | Utrecht        | 28 mei 2011          |           |                       |
| Amersfoort | Amersfoort     | 28 mei 2011          |           | Confederates MC       |
| Zeist      | Zeist          | 28 mei 2011          | 2013      | Confederates MC       |
| Nijmegen   | Lower Eastside | 28 mei 2011          |           | Confederates MC       |
| Barneveld  | Barneveld      | 28 mei 2011          |           | Confederates MC       |
| Heiloo     | Northwest      | 28 mei 2011          |           | Confederates MC       |
| Heerlen    | Limburg        | 10 september 2012    |           |                       |
| Goirle     | Brabant        | 18 juli 2013         | 2018      |                       |
| Emmen      | Emmen          | 2014                 |           |                       |
| Nijmegen   | Nijmegen       | 2014                 |           |                       |

¹ Valt sinds 2013 onder Hells Angels Curacao.